# Aide à l'enfance tibétaine
Pour les articles homonymes, voir AET.
 (septembre 2021).
Aide à l'Enfance Tibétaine (AET) a été créée en 1981 par Annie Sudra[source insuffisante], après avoir voyagé au Ladakh, dans le Nord de l’Inde. Elle fut la première association humanitaire française de parrainages des réfugiés tibétains et compte plus de 3 000 parrains pour 3 240 parrainages.
Depuis 1981, Aide à l’Enfance Tibétaine soutient les réfugiés tibétains en Inde, au Népal et au Bhoutan. L'AET les enfants réfugiés en Inde en partenariat avec le Tibetan Children's Village à Dharamsala et Administration Centrale Tibétaine pour améliorer leurs conditions de vie en tant que réfugiés en Inde, avec le but pour aider les tibétains à préserver leur culture en exil.
L'association est en relation avec le dalaï-lama, et Jetsun Pema, qui en est membre d'honneur. L'écrivain Irène Frain, marraine, en est ambassadrice. En 2009, le Comité de la Charte a octroyé un agrément à l’association. Les parrainages de la Fondation Alexandra David-Néel ont été transférés en 2010 à l'association Aide à l'enfance tibétaine[source insuffisante].